# Gertrude M. Laing
Gertrude M. Laing (1905-2005) est une universitaire et militante canadienne et la seule femme à siéger à la Commission royale d'enquête sur le bilinguisme et le biculturalisme.

## Biographie
Gertrude Laing est née à Tunbridge Wells, dans le Kent, et a grandi à Winnipeg,. Elle est attirée  par la langue  française dès sa première leçon dans cette langue. Elle étudies ouvrages en français durant son parcours à l'Université du Manitoba, d'où elle a obtenu son diplôme en 1925. Gertrude Laing reçoit  « la première bourse du gouvernement français jamais accordée à un étudiant de l'Université du Manitoba » et part étudier à La Sorbonne, en France. À son retour, elle est nommée professeure de français à l'Université du Manitoba dans les années 1940,. Elle prend la direction du YWCA local et de divers conseils, et  siége à plusieurs conseils d'administration communautaires, tels que le Conseil de la radio et de la télévision canadiennes. Elle est également déléguée à l'Assemblée générale de l'UNESCO.
Gertrude Laing fait partie de la Commission royale d'enquête sur le bilinguisme et le biculturalisme, créée en 1963 et est la seule femme à faire partie de  cette commission. En 1972, elle a été intronisée à l'Ordre du Canada pour son travail communautaire,. De 1975 à 1978,Gertrude  Laing est présidente du Conseil des arts du Canada.
Des diplômes honorifiques de l'Université du Manitoba, de l'Université de Calgary, de l'Université de la Colombie-Britannique (doctorat en droit) et de l'Université d'Ottawa, ainsi que de la médaille du jubilé d'argent de la Reine Elizabeth II et de la médaille du jubilé d'or de la Reine Elizabeth II en 1977 et 2002 respectivement lui sont décéernés.
Elle décède à Calgary, en Alberta, le 18 décembre 2005.